# The Turn of the Tide
The Turn of the Tide  è un cortometraggio muto del 1914 diretto da George Lessey (con il nome George A. Lessey). Nel 1914 e nel 1915, King Baggot e Arline Pretty, i due protagonisti, recitarono insieme numerose volte.

## Produzione
Il film fu prodotto dall'Independent Moving Pictures Co. of America (IMP).

## Distribuzione
Distribuito dall'Universal Film Manufacturing Company, il film uscì nelle sale cinematografiche USA il 2 novembre 1914.